# Partido de Unión Árabe Democrática (Siria)
El Partido de la Unión Árabe Democrática (en Árabe: حزب الاتحاد العربي الديمقراطي - Hizb Al-Ittihad Al-'Arabi Al-Dimuqrati) es un partido político nacionalista en siria. Es parte del Frente Nacional Progresista de partidos legalmente autorizados que apoyan la orientación Socialista y nacionalista árabe del gobierno y aceptan la dirección del Partido Baath Árabe Socialista – Región Siria. En las elecciones del 22 de abril de 2007 del Consejo Popular de Siria, el partido obtuvo 1 de los 250 escaños en el parlamento.
En las elecciones parlamentarias de Siria de 2016 el PUAD no obtuvo ninguno de los 250 escaños, dejándolo así sin presencia en el Consejo Popular de Siria.